# Psomizopelma brachypterum
Psomizopelma brachypterum är en stekelart som beskrevs av Gibson 1995. Psomizopelma brachypterum ingår i släktet Psomizopelma och familjen hoppglanssteklar. Inga underarter finns listade i Catalogue of Life.